# Despoina spinosa
Despoina spinosa är en insektsart som beskrevs av Brunner von Wattenwyl 1895. Despoina spinosa ingår i släktet Despoina och familjen vårtbitare.

## Underarter
Arten delas in i följande underarter:
- D. s. atrata
- D. s. spinosa